# 気圧の谷

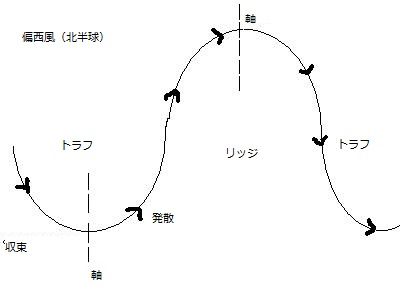

気圧の谷（きあつのたに、トラフ、trough）は、天気図上で低圧側から高圧側に向かって窪んでいる地域、状態のことである。主に、高層天気図上の傾圧帯において等高度線が低気圧性の曲率を持っている部分を指すことが多い。反対に高圧側から低圧側に向かって窪んでいる部分のことを気圧の尾根という。傾圧不安定波やロスビー波といった偏西風波動によってもたらされ、中緯度の気象擾乱の発生や発達と密接な関係にある。とりわけ、高層天気図上でトラフが深まり等高度線が閉じたものを寒冷渦という。

## 概要
気圧の谷では周辺より気圧が低くなっている。地上の天気図では等圧線が気圧の低い側に凸の曲線を描いていることが多い。また、低気圧や前線を含むことがある。
高気圧に覆われていても上空の気圧の谷が通過すると、一時的に天気が崩れることがある。

## 気圧の谷ができやすい場所
(この節の出典)
「地上天気図」では、高気圧と高気圧の間や、前線や低気圧を含んだ谷線にできやすい。
「高層天気図（等気圧面）」では、等高度線が南側へ弧を描いて垂れ下っている部分を指す。これがいわゆる「上空の気圧の谷」である。「上空の気圧の谷」が接近すると、地上ではその前面にある低気圧が発達する。

## 見分け方
等高度線が南側に凸になっている場所が気圧の谷、北側に凸になっている場所が気圧の尾根と呼ばれている。

## 擾乱との関係
中緯度上空を流れている偏西風は気圧の谷で遠心力により、渦の外側（高圧側）に盛り上がった流れになる。その速度は気圧傾度力が一定の場合、最も遅くなる(傾度風を参照）。
故に、偏西風が減速する谷の西部（上流）では気流が滞り密度が大きくなり地上に高気圧を発生させる。他方、加速する谷の東部（下流）では発散し密度が小さくなり、下層に低気圧を発生させる。
また、温帯低気圧の西側の寒気移流、東側の暖気移流が上層のトラフ、リッジを強めることになり、この相互作用により擾乱が発達する。
また、中心に寒気が存在するため、主に暖かい海域に差しかかると第2種条件付不安定(CISK)により、極低気圧が発生、発達することがある。